# Patience Darton
Patience Darton, de casada Patience Edney, (Orpington, 11 de agosto de 1911-Madrid, 6 de noviembre de 1996) fue una enfermera y activista política británica activa durante la guerra civil española.

## Biografía
Darton nació en Londres, en el seno de una familia de clase media. Su aspiración era estudiar medicina, pero la quiebra del negocio de su padre la llevó desempeñar distintos trabajos como niñera o dependienta en una casa de té mientras ahorraba para las tasas de admisión a un programa de enfermería. Darton estudió para ser comadrona en el University College Hospital de Londres Su experiencia laboral en el deprimido barrio East End de Londres la radicalizaron llevándola a unirse al Partido Laborista. También trabajó en el Hospital Británico para Madres y Bebés en Londres.
Darton ofreció sus servicios como enfermera tras el estallido de la guerra civil española. Llegó a España en febrero de 1937 y trabajó en unidades sanitarias en unidades médicas de Aragón, Brunete, Teruel y Ebro. A pesar de trabajar en condiciones difíciles (incluido un hospital dentro de una cueva durante la ofensiva del Ebro), Darton re-diagnosticaba a pacientes mal diagnosticados, salvándolos con el tratamiento correcto.
Durante su estancia en España, Darton conoció al poeta inglés Stephen Spender y al escritor estadounidense Ernest Hemingway de quién en una ocasión expresó su opinión diciendo: "No sabe decir lo que quiere decir y habla como sus libros, a ráfagas". Se enamoró de un miembro alemán de las Brigadas Internacionales llamado Robert Aaquist que fue asesinado en 1938. Posteriormente tuvo que ser evacuada de España junto con el resto de las Brigadas Internacionales en octubre del mismo año. De regreso en Londres, Darton se unió al Partido Comunista Británico. Ella seguiría siendo un miembro comprometido por el resto de su vida.
Darton impartió cursos especializados en enfermería de guerra y tratamiento de heridas durante la Segunda Guerra Mundial para el Consejo del Condado de Londres. Tras la Segunda Guerra Mundial, trabajó en la lucha contra la hambruna para la recién creada Agencia de las Naciones Unidas para el Socorro y la Rehabilitación (UNRRA).
Darton contrajo matrimonio con Eric Edney, funcionario del Partido Comunista Británico y miembro de la Brigada. Recién casados viajaron a China en 1949 para colaborar en la transición al socialismo, pero su activismo político les llevó a ser encarcelados por algún tiempo. Trabajó para la Editorial en Lenguas Extranjeras. Durante su estancia en China, Darton dio a luz a su hijo Robert. La familia regresó a Inglaterra en 1958.
En noviembre de 1996, Darton viajó a Madrid con otros exmiembros de las Brigadas Internacionales a para celebrar el 60.º aniversario de la guerra civil española, donde les fue otorgada la ciudadanía española honoraria. Darton murió el 6 de noviembre de 1996 mientras se encontraba en Madrid.

## Enlaces
- Retratos de Patience Darton en Galería Nacional de Retratos de Londres